# СКА (футбольный клуб, Новосибирск)
СКА — советский футбольный клуб из Новосибирска. Основан до 1945 года.

## История
В первенстве СССР выступал в сезонах 1945—1949 (вторая группа; ДКА, ДО) и 1961—1968 (класс «Б» и вторая группа класса «А»; СКА).
Команда входила в физкультурно-спортивное объединение Вооруженных сил и подчинялась Спорткомитету Вооруженных сил СССР. Представляла Спортивный клуб армии Сибирского военного округа. В 1960 году по инициативе начальника новосибирского СКА Игоря Аркадьевича Пасынкова и при участии командующего СибВО Глеба Владимировича Бакланова команда КФК СКВО была реорганизована в команду мастеров СКА.

## Названия
- до 1945 года — ДКА;
- 1946—1954 — ДО;
- 1955—1957 — ОДО;
- 1958—1959 — СКВО;
- с 1960 — СКА.

## Достижения
- В первенстве СССР — 1-е место в зональном турнире класса «Б» (1962).
- В кубке СССР — выход в 1/8 финала (1944, 1963, 1965).

## Результаты в первенстве СССР
| Сезон | Турнир                    | Турнир              | Место    | Примечания                 |
| ----- | ------------------------- | ------------------- | -------- | -------------------------- |
| 1945  |                           |                     | 11 из 18 | Второй уровень системы лиг |
| 1946  |                           | Восточная подгруппа | 5 из 13  | Второй уровень системы лиг |
| 1947  | Вторая группа             | 2-я зона РСФСР      | 2 из 10  | Второй уровень системы лиг |
| 1948  |                           | 2-я зона РСФСР      | 2 из 13  | Второй уровень системы лиг |
| 1949  |                           | 2-я зона РСФСР      | 2 из 14  | Второй уровень системы лиг |
|       |                           |                     |          | Второй уровень системы лиг |
| 1961  | Класс «Б»                 | 6-я зона РСФСР      | 2 из 13  | Второй уровень системы лиг |
| 1962  | Класс «Б»                 | 5-я зона РСФСР      | 1 из 15  | Второй уровень системы лиг |
| 1962  | Класс «Б»                 | Финал РСФСР         | 4-е из 5 | Второй уровень системы лиг |
| 1963  | Вторая подгруппа класса А |                     | 17 из 18 | Второй уровень системы лиг |
| 1964  |                           |                     | 19 из 27 | Второй уровень системы лиг |
| 1965  |                           |                     | 19 из 32 | Второй уровень системы лиг |
| 1966  | Вторая группа класса А    | 3-я подгруппа       | 13 из 18 | Второй уровень системы лиг |
| 1967  |                           | 3-я подгруппа       | 13 из 19 | Второй уровень системы лиг |
| 1968  |                           | 4-я подгруппа       | 20 из 21 | Второй уровень системы лиг |

## Известные тренеры
- Гринин, Алексей Григорьевич
- Забродин, Юрий Иванович — Заслуженный тренер РСФСР.
- Загрецкий, Александр Иванович